# Tuttul

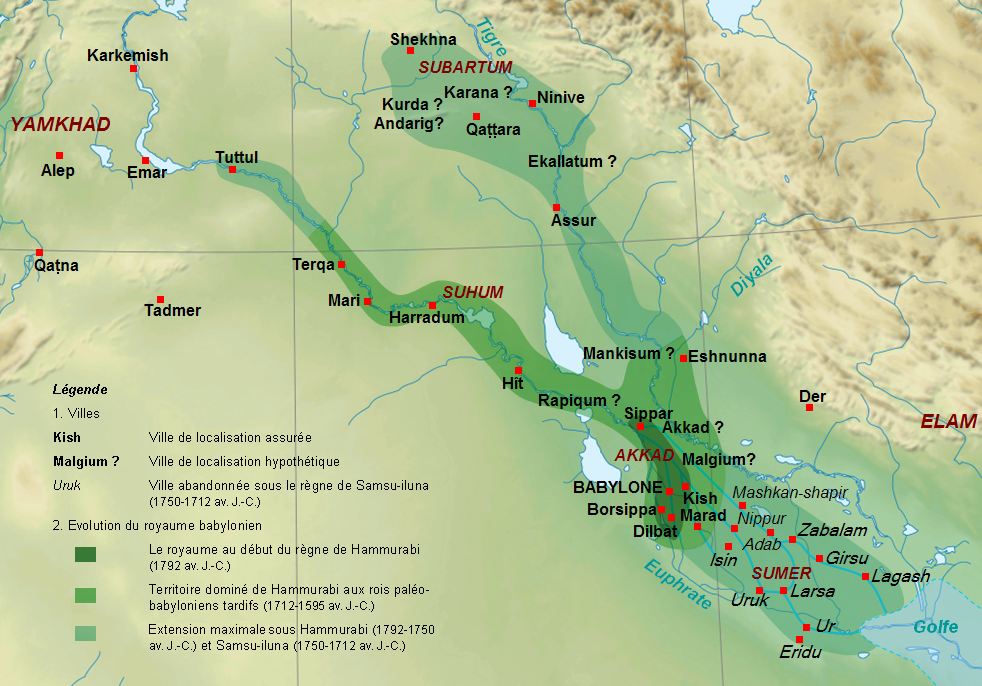
Mapa Mezopotamii w czasach panowania Hammurabiego i jego następców z zaznaczonym położeniem miasta Tuttul (nad Eufratem, w połowie drogi pomiędzy miastami Karkemisz i Terqa.

Tuttul – starożytne miasto w północnej Mezopotamii, obecnie stanowisko archeologiczne Tell Bi'a w północnej Syrii, w pobliżu miasta Ar-Rakka, u ujścia rzeki Balich do Eufratu. 

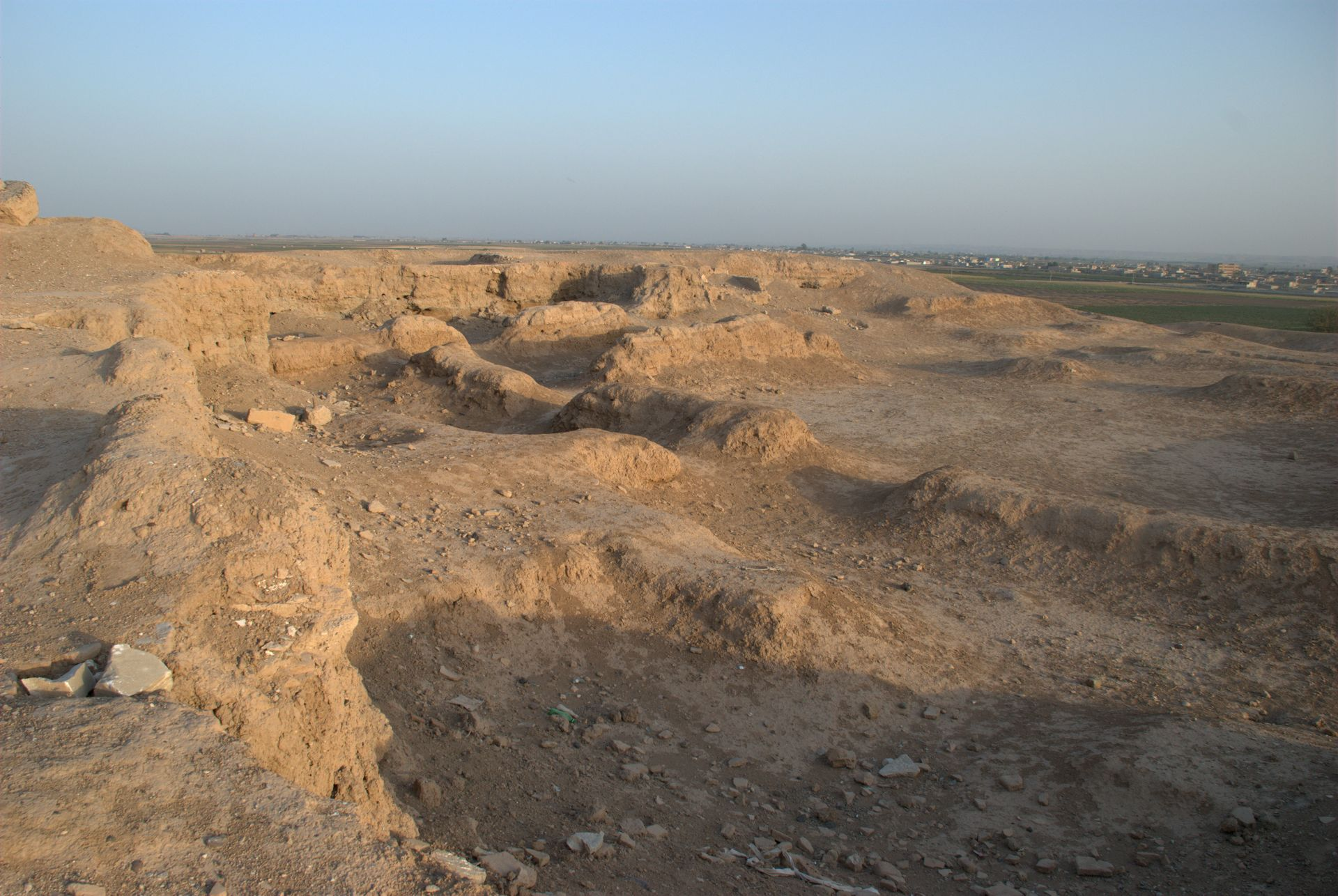
widok na główny tell w Tell Bi'a

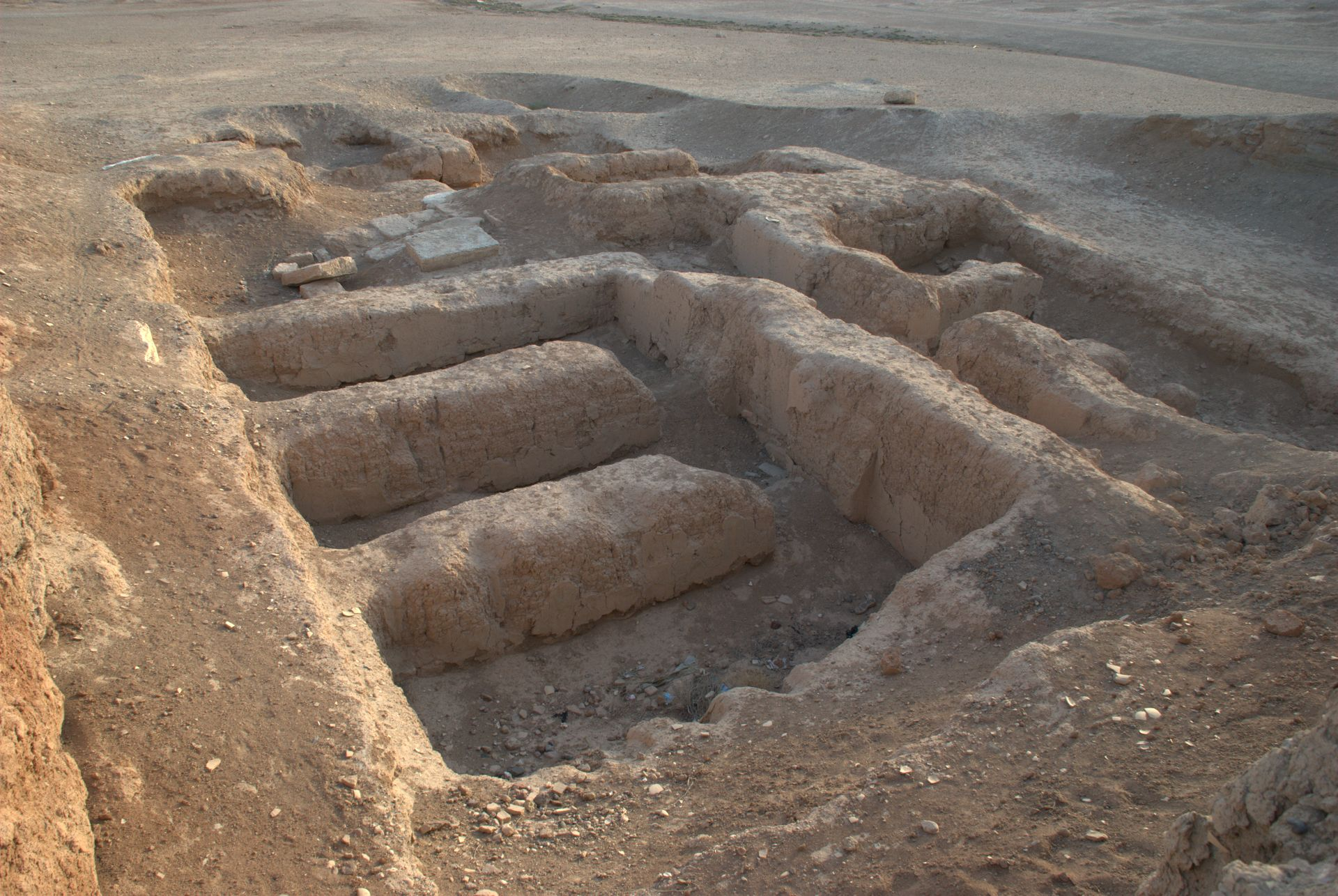
tzw. grobowce królewskie z III tys. p.n.e.

Tell Bi'a przebadane zostało w latach dziewięćdziesiątych XX wieku przez archeologów niemieckich. W wyniku przeprowadzonych wykopalisk udało się ustalić, iż stanowisko to zamieszkane było już w III tysiącleciu p.n.e. Do najważniejszych odkrytych tu obiektów z tego okresu należą tak zwane grobowce królewskie i datowany na początek trzeciego okresu wczesnodynastycznego (ok. 2500 p.n.e.) pałac. W pozostałościach późniejszego, bardziej rozległego pałacu, pochodzącego z początku II tysiąclecia p.n.e., odkryto zapisane pismem klinowym tabliczki datowane na okres rządów Szamszi-Adada I (1814-1782 p.n.e.). Większość z nich to dokumenty o charakterze administracyjnym, ale znaleziono też listy i tabliczkę z zaklęciami w języku huryckim. W dwóch miejscach w pałacu odkryto ludzkie szkielety, których ułożenie wskazuje, iż nie doczekały się pochówku, co mogło być spowodowane napaścią wroga na miasto lub panującą tam epidemią. 
W 2 połowie III tys. p.n.e. i 1 połowie II tys. p.n.e. w Tuttul znajdował się ważny ośrodek kultowy boga Dagona.